# 雑賀俊郎
雑賀 俊朗（さいが としろう、1958年10月25日 - ）は、日本の映画監督。
かつては名義を「雑賀俊郎」としていたが、2014年より本名の「雑賀俊朗」を用いている。

## 来歴・人物
福岡県北九州市出身。福岡県立東筑高等学校、早稲田大学社会科学部卒。泉放送制作を経て、株式会社サーフ・エンターテイメント社長。映画監督、TV番組プロデューサー、ディレクター、企画立案・脚本も多く手がける。
数多くのTVドラマや番組の企画立案、プロデューサー、ディレクターを務めてきたが、2001年『クリスマス・イヴ』で劇場映画監督デビュー。2008年『チェスト！』（主演：松下奈緒）角川日本映画エンジェル大賞受賞、香港フィルマート日本代表。2013年『リトル・マエストラ』（主演：有村架純）上海国際映画祭の日本映画週間招待。2016年『カノン』（出演：比嘉愛未・美村里江・佐々木希・鈴木保奈美）では、中国のアカデミー賞とされる金鶏百花映画祭 国際映画部門において最優秀作品賞・最優秀監督賞・最優秀女優賞の三冠を達成。2022年『レッドシューズ』（主演：朝比奈彩）2022年モントリオールFANTASIA国際映画祭にてワールドプレミア上映。2023年『レディ加賀』（主演：小芝風花）第10回シルクロード国際映画祭コンペティション部門公式入選。ハートフルな作風が高い評価を得ている。今後も映画企画が進行中。

## 主な監督作品

### 劇場公開映画
- クリスマス・イヴ（2001年）
- ホ・ギ・ラ・ラ（2002年）ガリンペイロプロジェクト第1弾
- RANBU 〜艶舞剣士〜（2004年）
- チェスト！（2008年）角川日本映画エンジェル大賞受賞作品、香港フィルマート日本代表作品
- 海の金魚（2010年）
- リトル・マエストラ（2012年）上海国際映画祭 日本映画週間 2013 招待作品
- 神話の国の子供たち（2014年）
- カノン（2016年）
  - 第26回 金鶏百花映画祭 国際映画部門 最優秀外国作品（作品賞 監督賞 女優賞、映画祭クロージング上映作品に選ばれた）。
  - 第7回 北京国際映画祭 コンペティション部門"天壇賞"日本代表 公式入選。
  - 第20回 上海国際映画祭 公式部門 日本映画週間 ゴールドクレイン賞（最優秀作品賞、最優秀監督賞ノミネート、最優秀助演女優賞、審査員特別女優賞）
  - 第4回 シルクロード国際映画祭 日本映画週間招待。
- レッドシューズ（2022年12月9日〜北九州市にて先行公開、2023年2月24日〜全国公開）  
  - 2022年モントリオールFANTASIA国際映画祭　World Premier上映。
- レディ加賀（2024年2月2日〜石川県先行公開、2月9日〜全国公開）[1][2]
  - 第10回 シルクロード国際映画祭　コンペティション部門公式入選。

### テレビ
- 「土曜ワイド劇場-おとり捜査官・北見志穂」シリーズ　テレビ朝日（1998-2017年）企画・プロデューサー
- 「おかわり飯蔵」テレビ東京連続ドラマ （2005年）ディレクター
- 「ティッシュ」テレビ朝日連続ドラマ （2006年）ディレクター
- 「恋うたドラマスペシャル」TBS（2008年）プロデューサー
- 「黒木メイサ フラメンコ・魂の踊りに出会う旅」NHK・BS及び総合 (2008年）企画・ディレクター
- 「怪談百物語1-3」ＮＨＫ制作局長賞受賞　NHK総合（2009-11年）企画・ディレクター
- 「正月スペシャル〜雅の世界 百人一首」NHK総合（2010年）企画・ディレクター
- 「戦地からの手紙」NHK総合 （2010年8月）企画・ディレクター
- 復興支援特別番組「ＹＥＬＬ～こころからこころへ声を繋ぐ～」BSーTBS（2011年）企画・ディレクター
- 「文豪の湯」BSーTBS（2012年）企画・ディレクター
- 「長谷川潤 ハワイを踊る」NHK・BS（2012年）企画・ディレクター
- 「忘れないで夢を～漫画家やなせたかしと妻・暢（のぶ）～」NHK総合 プレミアムドラマ（2013年）ディレクター
- 「金沢のコロンボ1-3」シリーズ　テレビ東京（2014-16年）企画・ディレクター
- 「朝ドラ同窓会〜ごちそうさん」NHK・BS（2016年）企画・ディレクター
- 「My dream my life」日本・ミャンマー合作ドラマ（2017年）ディレクター
- 「幸色のワンルーム」ABC放送（2018年）企画・プロデューサー
- 「作家刑事 毒島真理」テレビ東京（2020年）企画・ディレクター

### Vシネマ
- ポイズン（1996年）
- ダメージ（1996年）
- 新・麻雀放浪記1（1999年）
- 新・麻雀放浪記2（1999年）
- 新・麻雀放浪記3 死闘編（2000年）
- 新・麻雀放浪記4 旅情編（2000年）
- ドサ健 麻雀地獄（2001年）
- 新・麻雀放浪記（2001年）
- 死霊波（2004年）